# Tacheocampylaea raspailii
Tacheocampylaea raspailii is een slakkensoort uit de familie van de Helicidae. De wetenschappelijke naam van de soort is voor het eerst geldig gepubliceerd in 1827 door Payraudeau.